# مرقد بيرشه وكيل
مرقد بيرشه وكيل، وهو من المراقد الأثرية القديمة في العراق، ويذكر إن تاريخ انشاؤه وتشييده يعود إلى قبل 200 سنة، في القرن الثاني عشر الهجري، ويقع على سفوح الجبال في محافظة السليمانية، في منطقة قلا جوالان، وتبلغ مساحة مبنى المرقد حوالي خمسون متراً مربعاً، ودفن فيهِ الشيخ (بيرشه وكيل)، وفيه قبور أخرى.